# Acanthophrynus
Acanthophrynus is een geslacht van de zweepspinnen (Amblypygi), familie Phrynidae. Het geslacht bestaat uit één nog levende soort.

## Soorten
- Acanthophrynus coronatus - (Butler, 1873)